# Jean-Pierre Moris
Jean-Pierre Moris (ur. 7 czerwca 1903 w Pétange, zm. 31 stycznia 1985 tamże) – luksemburski pływak, olimpijczyk.
Wystartował na igrzyskach olimpijskich w Paryżu (1924) w wyścigu na 100 metrów stylem grzbietowym, w którym odpadł w eliminacjach (zajął trzecie miejsce w trzecim wyścigu eliminacyjnym z czasem 1:41,2).